# یوشینوسوکه آئویاگی
یوشینوسوکه آئویاگی (به ژاپنی: 青柳善の輔،  زادهٔ ۱۳ فوریهٔ ۲۰۰۲) یک کشتی‌گیر آزادکار اهل کشور ژاپن است.
از افتخارات وی می‌توان به کسب مدال نقره قهرمانی کشتی جهان ۲۰۲۴ اشاره کرد.

## فعالیت حرفه‌ای

### قهرمانی کشتی جهان ۲۰۲۴
آئویاگی در وزن ۷۰ کیلوگرم کشتی آزاد قهرمانی کشتی جهان ۲۰۲۴ تیرانا شرکت کرد، او در این مسابقات یاسین یشیل از ترکیه، واسیل شوپتار از اوکراین و اینالبک شریف از روسیه را شکست داد و به فینال رسید. وی در دیدار نهایی به نورکوژا کایپانوف از قزاقستان باخت و به مدال نقره رسید.